# Яворський Федір Михайлович
Фе́дір Миха́йлович Яво́рський (* 1780, Київ — † 9 квітня 1828, Санкт-Петербург) — лікар, доктор медицини і хірургії.

## Біографічні відомості
Народився у Києві; навчався у другій половині 1790-х рр. в Київській Академії та петербурзькій Медико-хірургічній академії (1802 — 1807).
У 1804 був призначений помічником прозектора кафедри анатомії. З 1806 - кандидат хірургії. Учень видатного анатома П. Загорського. За виготовлення анатомічних препаратів нагороджений перснем і золотою табакеркою. У 1810 Санкт-Петербурзька медико-хірургічна академія удостоїла Ф. Яворського звання медика-хірурга. Він першим у Російській імперії зробив успішну операцію з перев'язкою підколінної артерії, запропонував апарат вправлення вивиху плеча. Певний час виконував обов'язки інспектора Київського військового госпіталю.
Працював головним лікарем і оператором Адміралтейського шпиталю в Петербурзі (1813-1821), головним лікарем Кавказьких мінеральних вод (1821-1824). У 1822 Яворського без захисту дисертації удостоєно ступеня доктора медицини і хірургії. У 1824 його призначено старшим штаб-лікарем Санкт-Петербурзької поліції і членом фізикату (органу управління медичним справами), у 1827 - петербурзьким штадт-фізиком (головним лікарем).